# 石川智健
石川 智健（いしかわ ともたけ、1985年6月17日 -）は、日本の小説家。神奈川県出身。兼業作家。東洋大学文学部卒業。
大学時代にアレクサンドル・デュマの作品と出会い作家を志す。2011年、『グレイメン』（応募時タイトル「gray to men」）で第2回ゴールデン・エレファント賞大賞を受賞。2012年、同作で小説家デビュー。

## 作品リスト

### エウレカの確率シリーズ
- エウレカの確率 経済学捜査員 伏見真守（2014年3月 講談社 / 2016年5月 講談社文庫）
- エウレカの確率 経済学捜査員とナッシュ均衡の殺人（2015年2月 講談社）
  - 【改題】エウレカの確率 よくわかる殺人経済学入門（2016年9月 講談社文庫）
- エウレカの確率 経済学捜査員VS.談合捜査（2016年9月 講談社）
  - 【改題】エウレカの確率 経済学捜査と殺人の効用（2020年2月 講談社文庫）

### 警視庁暴力班
- 警視庁暴力班（2023年4月 朝日文庫）
- アクトアップ 警視庁暴力班（2024年11月 朝日文庫）

### その他の作品
- グレイメン（2012年2月 エイ出版社）
- もみ消しはスピーディーに（2014年9月 講談社）
  - 【改題】第三者隠蔽機関（2019年5月 講談社文庫）
- 60 tとfの境界線（2015年10月 講談社）
  - 【改題】60 誤判対策室（2018年3月 講談社文庫）
- 法廷外弁護士・相楽圭 はじまりはモヒートで（2016年6月 KADOKAWA）
- 小鳥冬馬の心像（2017年6月 光文社 / 2020年8月 光文社文庫）
- ため息に溺れる（2018年2月 中公文庫）
- キリングクラブ（2019年2月 幻冬舎）
- 20 誤判対策室（2019年8月 講談社 / 2021年8月 講談社文庫） - 『60 誤判対策室』の続編
- 本と踊れば恋をする（2019年11月 角川文庫）
- この色を閉じ込める（2019年12月 中公文庫）
- 断罪 悪は夏の底に（2020年7月 光文社 / 2023年1月 光文社文庫）
- いたずらにモテる刑事の捜査報告書（2021年4月 講談社文庫）
- 私はたゆたい、私はしずむ（2021年7月 中公文庫）
- 闇の余白（2022年4月 光文社）
- ゾンビ3.0（2022年10月 講談社 / 2024年12月 講談社文庫）
- トウキョウマンション（2023年7月 光文社）

## 日本国外での刊行

### アメリカ
- Gray Men（2013年2月 バーティカル社） - グレイメン

### 韓国
- 그레이맨（2012年11月 ソダム&テール出版社） - グレイメン
- 킬링 클럽（2022年9月）ｰ キリングクラブ
- 좀비 3.0（2022年10月）ｰ ゾンビ3.0

### 台灣
- 靈機一動的機率:經濟學探員伏見真守（2015年7月 尖端出版社） - エウレカの確率 経済学捜査員 伏見真守
- 靈機一動的機率2：經濟學探員與納許均衡命案（2016年5月 尖端出版社） - エウレカの確率 経済学捜査員とナッシュ均衡の殺人

## 映像化作品

### テレビドラマ
- 60 誤判対策室（2018年5月6日 - 6月3日、全5話、WOWOW「連続ドラマW」枠、主演：舘ひろし）[4]